# Anthoceros megasporus
Anthoceros megasporus là một loài rêu trong họ Anthocerotaceae. Loài này được Meijer mô tả khoa học đầu tiên năm 1957.